# Dendrocoelum findeneggi
Dendrocoelum findeneggi is een platworm (Platyhelminthes). De worm is tweeslachtig. De soort leeft in of nabij zoet water.
Het geslacht Dendrocoelum, waarin de platworm wordt geplaatst, wordt tot de familie Dendrocoelidae gerekend. De wetenschappelijke naam van de soort werd voor het eerst geldig gepubliceerd in 1971 door Reisinger.